# K League Challenge 2014
Die K League Challenge 2014 war die zweite Spielzeit der zweithöchsten südkoreanischen Fußballliga unter diesem Namen. 
Meister wurde der Daejeon Citizen, dem damit der Aufstieg in die K League Classic gelang. Die zwei Relegationsspiele zwischen dem Play-off-Gewinner, dem Gwangju FC, und dem Vorletzten der Abstiegsrunde der K League Classic 2015, dem Gyeongnam FC, fanden am 3. und 6. Dezember 2014 statt. Der Zweitligaverein sicherte sich dabei den Aufstieg.

## Teilnehmer und ihre Spielstätten
| Team               | Stadt     | Trainer             | Heimstadion               | Kapazität | In der Liga seit | Vorjahresplatzierung |
| ------------------ | --------- | ------------------- | ------------------------- | --------- | ---------------- | -------------------- |
| Ansan Police FC    | Ansan     | Jo Dong-hyeon       | Ansan-Wa~-Stadion         | 35.000    | 2013             | 2. Platz             |
| FC Anyang          | Anyang    | Lee Uh-hyeong       | Anyang-Stadion            | 18.216    | 2013             | 5. Platz             |
| Bucheon FC 1995    | Bucheon   | Choi Jin-han        | Bucheon-Stadion           | 34.545    | 2013             | 7. Platz             |
| Chungju Hummel FC  | Chungju   | Kim Jong-pil        | Chungju-Stadion           | 15.000    | 2013             | 8. Platz             |
| Daegu FC           | Daegu     | Choi Deok-ju        | Daegu-Stadion             | 68.014    | 2014             | Absteiger            |
| Daejeon Citizen FC | Daejeon   | Jo Jin-ho           | Daejeon-World-Cup-Stadion | 40.407    | 2014             | Absteiger            |
| Gangwon FC         | Gangneung | Park Hyo-jin        | Gangneung-Stadion         | 22.333    | 2014             | Absteiger            |
| Goyang Hi FC       | Goyang    | Lee Seong-kil       | Goyang-Stadion            | 41.311    | 2013             | 6. Platz             |
| Gwangju FC         | Gwangju   | Nam Ki-il (Interim) | Gwangju-World-Cup-Stadion | 44.118    | 2013             | 3. Platz             |
| Suwon FC           | Suwon     | Jo Deok-je          | Suwon-Stadion             | 24.670    | 2013             | 4. Platz             |

### Spielstätten
| Ansan Police FC   | FC Anyang                 | Chungju Hummel FC | Bucheon FC 1995   | Daejeon Citizen FC        |
| ----------------- | ------------------------- | ----------------- | ----------------- | ------------------------- |
| Ansan-Wa~-Stadion | Anyang-Stadion            | Chungju-Stadion   | Bucheon-Stadion   | Daejeon-World-Cup-Stadion |
| Kapazität: 35.000 | Kapazität: 17.143         | Kapazität: 15.000 | Kapazität: 34.545 | Kapazität: 40.407         |
|                   |                           |                   |                   |                           |
| Goyang Hi FC      | Gwangju FC                | Gangwon FC        | Suwon FC          | Daegu FC                  |
| Goyang-Stadion    | Gwangju-World-Cup-Stadion | Gangneung-Stadion | Suwon-Stadion     | Daegu-Stadion             |
| Kapazität: 41.311 | Kapazität: 44.118         | Kapazität: 22.333 | Kapazität: 11.808 | Kapazität: 65.754         |
|                   |                           |                   |                   |                           |

## Abschlusstabelle
| Pl. | Verein              | Sp. | S  | U  | N  | Tore    | Diff. | Punkte |
| --- | ------------------- | --- | -- | -- | -- | ------- | ----- | ------ |
| 1.  | Daejeon Citizen (A) | 36  | 20 | 10 | 6  | 064:360 | +28   | 70     |
| 2.  | Ansan Police FC     | 36  | 16 | 11 | 9  | 058:480 | +10   | 59     |
| 3.  | Gangwon FC (R)      | 36  | 16 | 6  | 14 | 048:500 | −2    | 54     |
| 4.  | Gwangju FC          | 36  | 13 | 12 | 11 | 040:350 | +5    | 51     |
| 5.  | FC Anyang           | 36  | 15 | 6  | 15 | 049:520 | −3    | 51     |
| 6.  | Suwon FC            | 36  | 12 | 12 | 12 | 052:490 | +3    | 48     |
| 7.  | Daegu FC (A)        | 36  | 13 | 8  | 15 | 050:470 | +3    | 47     |
| 8.  | Goyang Hi FC        | 36  | 11 | 14 | 11 | 036:410 | −5    | 47     |
| 9.  | Chungju Hummel FC   | 36  | 6  | 16 | 14 | 037:570 | −20   | 34     |
| 10. | Bucheon FC 1995     | 36  | 6  | 9  | 21 | 033:520 | −19   | 27     |

| (A) | Absteiger aus der K League Classic 2013: Daejeon Citizen, Daegu FC |
| (R) | Verlierer der Relegationsspiele: Gangwon FC                        |

## Play-off-Spiele
Die Plätze 2 bis 4 sowie der Vorletzten der Abstiegsrunde der K League Classic 2014 spielten in drei Play-off-Spielen um die Relegation. Im Halbfinale spielten zunächst der 4. gegen den 3. und der Gewinner daraus gegen den 2. der K League Challenge. Der Gewinner dieses Spieles wiederum traf in Hin- und Rückspiel auf den Vorletzten der Abstiegsrunde. Der Sieger qualifizierte sich für die K League Classic 2015.
Halbfinale
|            | Ergebnis |            |
| ---------- | -------- | ---------- |
| Gangwon FC | 0:1      | Gwangju FC |

Finale
|                 | Ergebnis |            |
| --------------- | -------- | ---------- |
| Ansan Police FC | 0:3      | Gwangju FC |

Relegation
|            | Gesamt |              | Hinspiel | Rückspiel |
| ---------- | ------ | ------------ | -------- | --------- |
| Gwangju FC | 4:2    | Gyeongnam FC | 3:1      | 1:1       |

## Torschützenliste
Bei gleicher Anzahl von Treffern sind die Spieler alphabetisch geordnet.
| Platz                  | Spieler        | Mannschaft         | Tore |
| ---------------------- | -------------- | ------------------ | ---- |
| 01.                    | Adriano        | Daejeon Citizen    | 27   |
| 02.                    | Alex           | Gangwon FC         | 16   |
| 03.                    | Johnathan      | Daegu FC           | 14   |
| 04.                    | Choi Jin-ho    | Gangwon FC         | 13   |
| 05.                    | Rodrigo Paraná | Bucheon FC 1995    | 11   |
| 0                      | Ko Kyung-min   | Ansan Police FC    | 11   |
| 07.                    | Fábio Neves    | Gwangju FC         | 8    |
| 0                      | Kim Chan-hee   | Daejeon Citizen FC | 8    |
| 0                      | Jung Min-woo   | Suwon FC           | 8    |
| 0                      | Park Sung-jin  | FC Anyang          | 8    |
| 0                      | Kim Han-won    | Suwon FC           | 8    |
| Stand: Ende der Saison |                |                    |      |

### Zuschauertabelle
| Platz                  | Mannschaft        | Heimspiele | Zuschauer | pro Spiel |
| ---------------------- | ----------------- | ---------- | --------- | --------- |
| 01.                    | Daejeon Citizen   | 18         | 57.583    | 3.199     |
| 02.                    | FC Anyang         | 18         | 28.298    | 1.572     |
| 03.                    | Gwangju FC        | 17         | 24.200    | 1.344     |
| 04.                    | Bucheon FC 1995   | 18         | 19.374    | 1.076     |
| 05.                    | Gangwon FC        | 19         | 18.144    | 1.008     |
| 06.                    | Suwon FC          | 18         | 17.823    | 0990      |
| 07.                    | Daegu FC          | 18         | 17.383    | 0966      |
| 08.                    | Chungju Hummel FC | 18         | 013.938   | 0774      |
| 09.                    | Ansan Police FC   | 18         | 010.761   | 0598      |
| 10.                    | Goyang Hi FC      | 18         | 010.508   | 0584      |
| Gesamt                 | Gesamt            | 180        | 217.9670  | 1.211     |
| Stand: Ende der Saison |                   |            |           |           |

## Trainerwechsel
| Datum              | Mannschaft | Mannschaft         | Tabellenplatz | Trainer          | Grund                       | Nachfolger              |
| ------------------ | ---------- | ------------------ | ------------- | ---------------- | --------------------------- | ----------------------- |
| 30. November 2013  |            | Daegu FC           | Winterpause   | Baek Jong-cheol  | Vertragsende                | Choi Deok-ju            |
| 10. Dezember 2013  |            | Gangwon FC         | Winterpause   | Kim Yong-kab     | Vertragsende                | Arthur Bernardes        |
| 8. Januar 2014     |            | Bucheon FC 1995    | Winterpause   | Kwak Kyeong-keun | Rücktritt                   | Choi Jin-han            |
| 9. Mai 2014        |            | Daejeon Citizen FC | 1. Platz      | Jo Jin-ho        | Kurzzeitiger Trainerwechsel | Jo Jin-ho               |
| 27. Juli 2014      |            | Goyang Hi FC       | 4. Platz      | Lee Yeong-mu     | Entlassung                  | Lee Seong-kil (Interim) |
| 18. September 2014 |            | Gangwon FC         | 3. Platz      | Arthur Bernardes | Entlassung                  | Park Hyo-jin (Interim)  |
| 18. November 2014  |            | Daegu FC           | 7. Platz      | Choi Deok-ju     | Entlassung                  | Lee Yeong-jin           |